# Эгмонт, Аренд
Аренд Эгмонт (нидерл. Arend van Egmond; 1337 — 9 апреля 1409) — сеньор Эгмонта, Эйссельстейна и Зегварда. Он был старшим сыном Яна I ван Эгмонд и Гвиды ван Эйссельстейн.
Ван Энмонд женился на Иоланте ван Лейнинген. У них было двое сыновей:
- Ян II Эгмонт (около 1385—1451), наследник.
- Виллем ван Эгмонд (около 1387—1451)